# Marcos Aurélio Galeano
Marcos Aurélio Galeano (Ivaiporã, Paraná, 28 de marzo de 1972) es un exfutbolista brasileño que se podía desempeñar como defensa central o mediocentro defensivo.
Jugó para clubes como el Palmeiras, Juventude, Botafogo, Gamba Osaka, Ankaragücü, Bahia, Figueirense, Ponte Preta, Fortaleza y Goiás.

## Trayectoria

### Clubes
| Club        | País    | Año         |
| ----------- | ------- | ----------- |
| Palmeiras   | Brasil  | 1989 - 1992 |
| Rio Branco  | Brasil  | 1993        |
| Juventude   | Brasil  | 1994 - 1995 |
| Palmeiras   | Brasil  | 1996 - 2001 |
| Botafogo    | Brasil  | 2002        |
| Gamba Osaka | Japón   | 2003        |
| Ankaragücü  | Turquía | 2003        |
| Bahia       | Brasil  | 2004        |
| Figueirense | Brasil  | 2004        |
| Ponte Preta | Brasil  | 2005        |
| Fortaleza   | Brasil  | 2006        |
| Goiás       | Brasil  | 2006        |
| Santo André | Brasil  | 2007        |
| Joinville   | Brasil  | 2007        |
| Sertãozinho | Brasil  | 2008        |
| Ituano      | Brasil  | 2008        |